# 톰 클랜시의 H.A.W.X
《톰 클랜시의 H.A.W.X》(Tom Clancy's H.A.W.X)는 유비소프트 부쿠레슈티가 개발하고 유비소프트가 배급한 2009년 전투 비디오 게임의 하나로서, 마이크로소프트 윈도우, 엑스박스 360, 플레이스테이션 3용으로 출시되었으며 게임로프트에 의해서는 블랙베리 플레이북, iOS, 팜 프리, 안드로이드, 심비안^3용으로 출시되었다. 2009년 3월 3일 엑스박스와 플레이스테이션용으로 출시되었으며, 윈도우용의 경우 3월 17일, iOS용의 경우 12월 9일, 블랙베리용으로는 2010년 1월 8일, 팜 프리용으로는 4월 2일, 안드로이드용으로는 9월 13일, 심비안용으로는 2011년 1월 16일에 출시되었다. Wii 버전이 발표되었으나 끝내 취소되었다. 2010년 9월 《톰 클랜시의 H.A.W.X 2》가 엑스박스 360과 플레이스테이션 3용으로 출시되었다. 마이크로소프트 윈도우와 Wii 버전은 2010년 11월에 출시되었다.

## 반응
H.A.W.X는 여러 긍정적인 평가가 혼재되었다.